# Comparaison des agrégateurs de flux
 (mars 2019).
Si vous disposez d'ouvrages ou d'articles de référence ou si vous connaissez des sites web de qualité traitant du thème abordé ici, merci de compléter l'article en donnant les références utiles à sa vérifiabilité et en les liant à la section « Notes et références ».
Cet article présente une comparaison non exhaustive d'agrégateurs de flux.

## Table
Les formats représentés pour l'agrégation de flux sont : RSS, Atom et JSON Feed (en).
| Nom                 | Licence      | Systèmes d'exploitation              | Première version stable | Première version stable | Dernière version stable  | Dernière version stable | Formats lus          |
| Nom                 | Licence      | Systèmes d'exploitation              | Version                 | Date                    | Version                  | Date                    | Formats lus          |
| ------------------- | ------------ | ------------------------------------ | ----------------------- | ----------------------- | ------------------------ | ----------------------- | -------------------- |
| Akregator           | GPLv2        | Linux                                |                         |                         |                          |                         | RSS, Atom            |
| Apple Mail          | Propriétaire | macOS et iOS                         |                         |                         |                          |                         | RSS, Atom            |
| Canto (en)          | GPLv2        | Linux                                |                         |                         |                          |                         | RSS, Atom            |
| CommaFeed (en)      | Apache       | Par navigateur, auto-hébergé         |                         |                         | 2.4.0                    | 1er août 2017           | RSS, Atom            |
| Feedbin             | MIT          | Linux, macOS                         |                         |                         |                          |                         | RSS, Atom            |
| Feeder              | Propriétaire | Par navigateur ou application mobile |                         |                         |                          |                         | RSS, Atom            |
| Feedly              | Propriétaire | Par navigateur                       |                         |                         |                          |                         | RSS, Atom            |
| Feedreader (en)     | GPLv3        | Linux                                |                         |                         |                          |                         | RSS, Atom            |
| Flipboard           | Propriétaire | Par navigateur, Android, iOS         |                         |                         |                          |                         | RSS, Atom            |
| FreshRSS            | AGPLv3       | Par navigateur, auto-hébergé         | 1.0                     | 30 mai 2015             | 1.16.1                   | 30 mai 2020             | RSS, Atom            |
| G2Reader            | Propriétaire | Par navigateur, Android              |                         |                         |                          |                         | RSS, Atom            |
| Inoreader           | Propriétaire | Par navigateur ou application mobile |                         |                         |                          |                         | RSS, Atom            |
| Liferea             | GPLv2        | Linux, BSD, macOS, Windows           |                         | 28 juillet 2003         | 1.12.8                   | 11 juin 2020            | RSS, Atom            |
| Microsoft Outlook   | Propriétaire | macOS, Windows                       |                         |                         |                          |                         | RSS, Atom            |
| Miniflux            | Apache       | Par navigateur, auto-hébergé         |                         |                         | 2.0.22                   | 19 juin 2020            | RSS, Atom, JSON Feed |
| NetNewsWire (en)    | MIT          | macOS                                | Lite                    | 12 juillet 2002         | 5.0d16                   | 25 février 2019         | RSS, Atom            |
| Netvibes            | Propriétaire | Par navigateur                       |                         |                         |                          |                         | RSS, Atom            |
| News360 (en)        | Propriétaire | Par navigateur, Android, iOS         |                         |                         |                          |                         | RSS, Atom            |
| NewsBlur            | MIT          | Par navigateur, Android, iOS         |                         | 2009                    |                          |                         | RSS, Atom            |
| QuiteRSS (en)       | GPLv3        | Linux, macOS, Windows                |                         |                         | 0.19.4                   | 21 avril 2020           | RSS, Atom            |
| Raven Reader        | MIT          | Linux, macOS, Windows                |                         |                         | 0.4.4                    | 9 mars 2019             | RSS, Atom            |
| RSS Bandit (en)     | Open source  | Windows                              |                         |                         |                          |                         | RSS, Atom            |
| RSS Guard (en)      | GPLv3        | Linux, Windows                       |                         |                         | 4.2.5                    | 30 septembre 2021       | RSS, Atom, JSON Feed |
| selfoss             | GPLv3        | Par navigateur, auto-hébergé         | 1.0                     | 13 novembre 2011        | 2.18                     | 5 mars 2018             | RSS, Atom            |
| The Old Reader (en) | Propriétaire | Par navigateur                       |                         |                         |                          |                         | RSS, Atom            |
| Thunderbird         | open source  | Linux, macOS, Windows                |                         |                         |                          |                         | RSS, Atom            |
| Tiny Tiny RSS       | GPLv3+       | Par navigateur, auto-hébergé         | First Commit            | 21 août 2005            | continuous developpement | 31 mai 2020             | RSS, Atom, JSON Feed |